# Mar de Alborão
O mar de Alborão
O mar de Alborão (ou mar de Alboran / Alborán) é a parte mais ocidental do mar Mediterrâneo; limita a norte com a costa da Andaluzia, a sul com a costa nordeste de Marrocos e a oeste com o estreito de Gibraltar, que liga o mar Mediterrâneo com o Atlântico. As suas águas cobrem desde o estreito de Gibraltar até ao cabo de Gata. Está enquadrado pelo Arco de Gibraltar.[carece de fontes?]
A região chegou a ser estudada pelo Departamento de Geologia da Universidade de Salamanca como referência para se conhecer as mudanças climáticas ocorridas de forma natural.

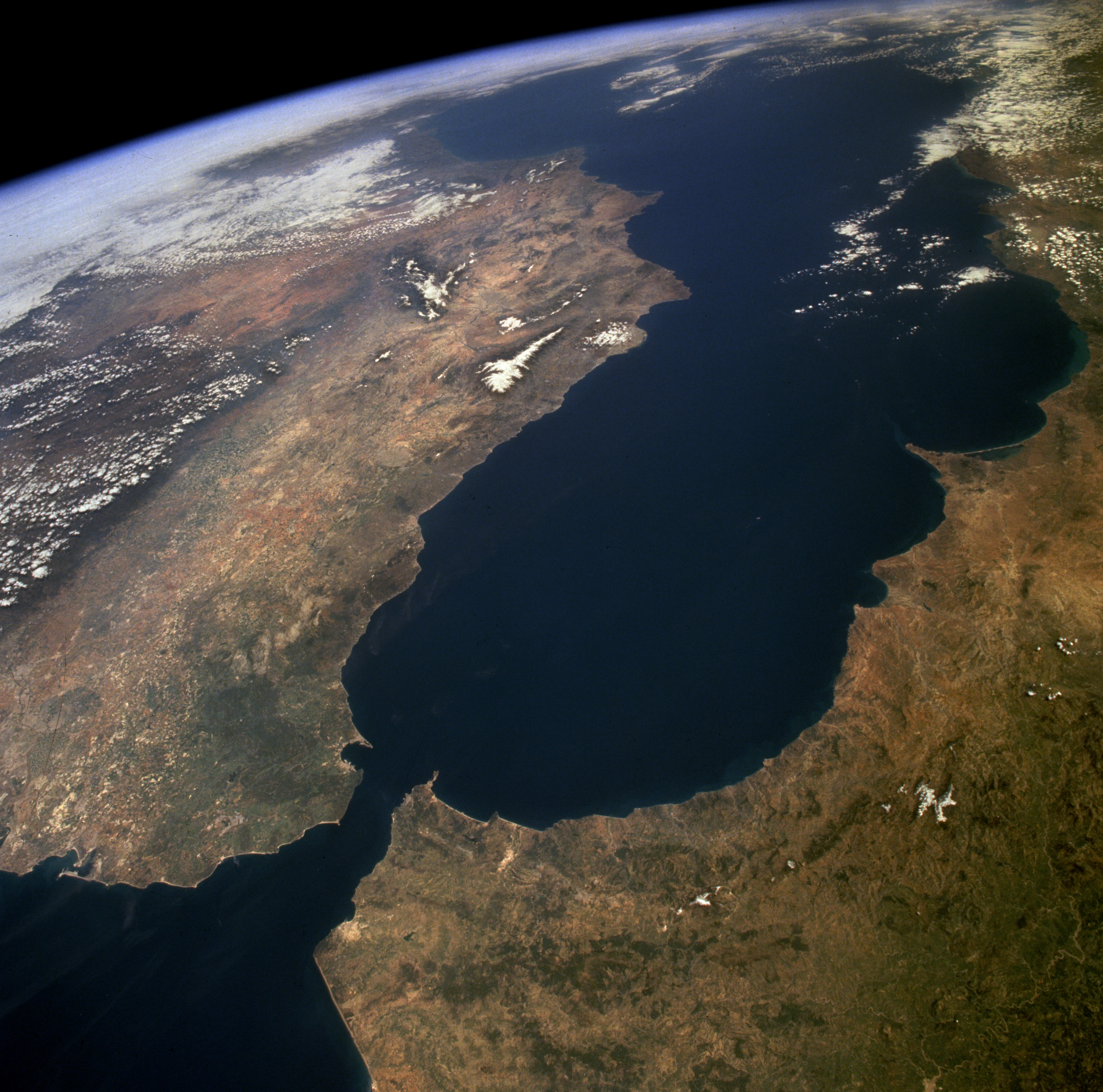
Estreito de Gibraltar e mar de Alborão.